# Eurojet EJ200
L'Eurojet EJ200 est un turboréacteur militaire.

## Caractéristiques techniques
Il est construit par le consortium EuroJet Turbo GmbH, constitué par Rolls-Royce, Avio, ITP et MTU Aero Engines. 
Le moteur est en grande partie basé sur le démonstrateur Rolls-Royce XG-40 développé dans les années 1980.

## Utilisations
L'EJ200 est utilisé comme groupe propulseur de l'Eurofighter Typhoon.
Il équipe également le Bloodhound LSR, véhicule britannique destiné à battre le record de vitesse terrestre supersonique .